# Giacinto Maria Giuseppe de Ferrari
Giacinto Maria Giuseppe de Ferrari, al secolo Michele Girolamo Cesare Leopoldo de Ferrari (Oneglia, 28 settembre 1804 – Roma, 17 luglio 1874), è stato un arcivescovo cattolico, religioso e teologo italiano appartenente all'Ordine dei frati predicatori.

## Biografia
Il 13 ottobre 1821, con il nome religioso di Giacinto Maria Giuseppe, fu ammesso nel convento dell'Ordine domenicano de La Quercia, vicino a Viterbo. Ricevette l'ordinazione sacerdotale a Viterbo il 31 marzo 1827. Il 4 agosto 1837 divenne Maestro di Teologia. Giacinto de Ferrari fu nominato bibliotecario della Casanatense nel 1839. Entrò al servizio della Curia il 22 novembre 1843 come consultore della Congregazione dell'Indice dei libri proibiti e della Congregazione di Propaganda Fide. Nel 1847 viaggiò in Sardegna per visitare la locale provincia domenicana.
Il 27 giugno 1870 papa Pio IX nominò Giacinto de Ferrari arcivescovo titolare di Lepanto. Fu consacrato vescovo il 3 luglio dello stesso anno dal cardinale Costantino Patrizi Naro, vescovo di Porto e Santa Rufina.
Morì quattro anni dopo e fu sepolto nella chiesa romana di Santa Sabina.

## Genealogia episcopale
La genealogia episcopale è:
- Cardinale Scipione Rebiba
- Cardinale Giulio Antonio Santori
- Cardinale Girolamo Bernerio, O.P.
- Arcivescovo Galeazzo Sanvitale
- Cardinale Ludovico Ludovisi
- Cardinale Luigi Caetani
- Cardinale Ulderico Carpegna
- Cardinale Paluzzo Paluzzi Altieri degli Albertoni
- Papa Benedetto XIII
- Papa Benedetto XIV
- Papa Clemente XIII
- Cardinale Marcantonio Colonna
- Cardinale Giacinto Sigismondo Gerdil, B.
- Cardinale Giulio Maria della Somaglia
- Cardinale Carlo Odescalchi, S.I.
- Cardinale Costantino Patrizi Naro
- Arcivescovo Giacinto Maria Giuseppe de Ferrari, O.P.

## Opere
- Le missioni straniere. Orazione pronunciata nell’insigne tempio della pace in Roma il 30 giugno 1839, Roma, 1839.
- Nei solenni funerali del reverendissimo Padre Clementino Cini, procuratore generale dell’inclito ordine minoritico, Roma, 1839.
- Le glorie di Gesù bambino, spiegate nella novena del s. Natale, Roma, 1840.
- Orazione funebre di donna Anna Maria duchessa Torlonia, Roma, 1840.
- Illustrazione di un codice virgiliano, Roma, 1842.
- Sopra una pergamene antica contenente i canoni apostolici e un frammento inedito del ven. Beda, Roma, 1843.
- Sul criterio geologico, onde si confutano vari moderni sistemi, Roma, 1845.
- Vita del beato Alberto Magno, Roma, 1847.
- Philosophia tomistica qua veteris ac novae scholae doctrina analytica expenditur, 3 voll., Roma, 1851.
- Sopra i norachi dell’isola di Sardegna, Roma, 1852.
- An definiri possit de fide mysterium Immaculatae Conceptionis Beatae Mariae Virginis, et an expediat? Votum uni Summo Pontifici Pio IX reservatum, Roma, 1853.
- Sul Natale di Roma 1853 detto nella villa Massimo al Laterano, Roma, 1853.
- Il sepolcro di papa Pio VIII, opera del comm. Pietro Tenerani, nella patriarcale basilica vaticana, Roma, 1866.